# Geheimakte Heß
Geheimakte Heß ist ein 72 Minuten langer Dokumentarfilm von Olaf Rose und Michael Friedrich Vogt aus dem Jahr 2004 über Hitlers Stellvertreter Rudolf Heß, seinen Schottlandflug im Jahr 1941 und die Umstände seines Todes im Jahr 1987. 
In dem Film, der sich zum Teil auf das Buch des britischen Publizisten und Geschichtsrevisionisten Martin Allen über „Churchills Friedensfalle“ stützt, wird behauptet, Winston Churchill trage die Verantwortung für die Fortsetzung des Zweiten Weltkrieges nach 1940, was von der geschichtswissenschaftlichen Forschung als irrig und revisionistisch zurückgewiesen wird, und Heß habe im Kriegsverbrechergefängnis Spandau nicht Suizid begangen, sondern sei ermordet worden. Letztere These wird bis heute hauptsächlich in rechtsextremen Büchern, Zeitschriften sowie auf den jährlich stattfindenden internationalen Neonazidemonstrationen und in deren Umfeld auf Aufklebern und Plakaten vertreten.
Der Film wurde auf DVD von Polar Film vertrieben. Der Fernsehsender n-tv strahlte eine Kurzfassung in der Reihe Technik & Trends aus.

## Inhalt
Dem Film zufolge ist Heß im Auftrag oder zumindest mit Wissen von Adolf Hitler nach Großbritannien geflogen, um Friedensverhandlungen mit der in England vorhandenen kriegsmüden Opposition zu führen. Diese Pläne seien jedoch von Winston Churchill mit Hilfe des britischen Geheimdienstes verhindert worden, die Heß in eine Falle gelockt hätten. Churchill habe auf Zeit gespielt, um die USA und die Sowjetunion in den Krieg zu ziehen und damit den europäischen Krieg zwischen England und Deutschland in einen Weltkrieg münden zu lassen, den Deutschland nicht würde gewinnen können. Die britische Regierung habe das Empire durch die „Groß-Deutsche Reichsidee“ (Vansittart) und ein damit verbundenes übermächtiges Deutschland auf dem europäischen Kontinent bedroht gesehen.
In dem Film wird von diversen deutschen Friedensvorschlägen an England berichtet. U.a. sei Hitler bereit gewesen, alle besetzten Länder zu räumen, Reparationszahlungen für entstandene Schäden an diese Länder zu zahlen sowie „einen polnischen Staat“ wiederherzustellen. Ähnliche Vorschläge werden Heß zugeschrieben, der aber tatsächlich den Engländern nur die Abgrenzung von Interessensphären – Europa für die Achse, das Empire für Großbritannien – und die Rückgabe der deutschen Kolonien vorgeschlagen hat.
Im Film wird bezweifelt, dass sich Rudolf Heß am 17. August 1987 im Gefängnis selbst das Leben genommen habe. Zu Wort kommen Eugene Bird, Direktor im Kriegsverbrechergefängnis Spandau von 1964 bis 1972, und Heß’ letzter Krankenpfleger Abdallah Melaouhi, die beide von einem Mord sprechen. Zudem habe eine zweite Obduktion der Leiche durch den Rechtsmediziner Wolfgang Spann Strangulierungsmarken am Hals des Toten gezeigt, die für einen Suizid untypisch seien. Die Autoren werfen dem britischen Geheimdienst vor, Heß ermordet zu haben, nachdem durch politische Veränderungen in der Sowjetunion (Glasnost) eine Freilassung von Heß nicht mehr auszuschließen gewesen sei.

## Kritik
Historiker werfen dem Film zahlreiche Recherchefehler und teilweise auch absichtliche Geschichtsfälschung vor. Die dem Film zugrundeliegenden Thesen des Heß-Buches von Martin Allen beruhen auf gefälschten Papieren im britischen Nationalarchiv.

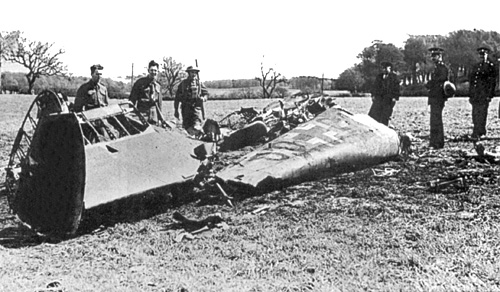
Das Wrack von Heß’ Messerschmitt Bf 110 nach dem Absturz (10. Mai 1941, 22:34 Uhr) nahe der „Floors Farm“ (Eaglesham), Schottland

Für die Behauptung, Heß sei im Auftrag Hitlers nach Schottland geflogen, werden im Film keine stichhaltigen Belege geliefert. Die Forschung ist weit überwiegend der Ansicht, dass Heß seinen Flug ohne Wissen Hitlers unternommen hat. Gerhard L. Weinberg beispielsweise schreibt, Hitler sei wütend über den Flug gewesen, habe aber nichts mehr tun können und letztlich nur einige Heß-Vertraute abgesetzt. „Trotz verschiedener Spekulationen und des Mißtrauens der Sowjets führte dieses erstaunliche Abenteuer zu keinen weiteren Ergebnissen. Der Verlauf des Krieges wurde dadurch nicht beeinflußt.“ Öffentlich wurde in Deutschland erklärt, Heß (immerhin Hitlers Stellvertreter) sei geistig unausgeglichen gewesen.
Einer der im Film interviewten Historiker, Rainer F. Schmidt, erklärte, das Interview, „das in einem eindeutig rechtsradikalen Kontext steht“, sei verkürzt und in einen ihm unbekannten Kontext gebracht worden. Insbesondere lehne er die Behauptungen ab, die in dem Film aufgestellt wurden. „Die Aussagen dieser Dokumentation decken sich in keiner Weise mit den Ergebnissen meiner Veröffentlichungen über den ‚Heß-Flug‘ und werden von mir nicht geteilt“, so Schmidt, und weiter: „Ich distanziere mich hiermit ausdrücklich von den Aussagen dieser Dokumentation sowie vom Kontext, in dem diese Verbreitung und Anhänger findet, und verweise für meine Position in der Sache auf meine Publikation ‚Rudolf Heß. Botengang eines Toren? Der Flug nach Großbritannien vom 10. Mai 1941‘, 3. Aufl. München 2001, die zu vollkommen anderen Schlußfolgerungen und Ergebnissen gelangt.“